# Vranje Selo
Vranje Selo is een plaats in de gemeente Vižinada in de Kroatische provincie Istrië. De plaats telt 54 inwoners (2001).